# Oribe Peralta
Oribe Peralta Morones (Torreón, Coahuila, Mexikó, 1984. január 12. –) a mexikói válogatott olimpiai bajnok labdarúgója (2012, London – csapatával Mexikó történetének 13. olimpiai aranyérmét szerezte), jelenleg a mexikóvárosi Club América csatára. A Santos Laguna csapatával kétszer megnyerte a mexikói bajnokságot (2008-ban és 2012-ben), a 2012-es Clausura bajnokság során az évad legjobb játékosának is megválasztották, 2013-ban pedig az egész CONCACAF-zóna legjobb focistája lett. 2013 novemberében (Enrique Borja mellett) ő lett a mexikói válogatott történetének csúcstartója azzal, hogy 5 egymást követő válogatott mérkőzésen is betalált az ellenfél kapujába, és mivel a következő meccsen, 2014. január 29-én is gólt lőtt, azóta 6-os sorozatával egyedüli csúcstartó. 2014-ben az América csapatával is mexikói bajnok lett, 2016-ban pedig azzal is rekordot állított be, hogy 8 különböző szezon döntőjében is pályára lépett.

## Pályafutása

### Klubcsapatokban
Profi pályafutása során első meccsét a Monarcas Morelia színeiben játszotta 2003. február 22-én, csapata 1–2-es vereséget szenvedett az Américától.
Első csapatában csak kétszer lépett pályára, utána a másodosztályú Leónhoz igazolt, ahol megnyerték ugyan a 2004-es Clausura bajnokságot, de a feljutásért való döntőben vereséget szenvedtek a Dorados de Sinaloa csapatától. Peralta azonban mégis az első osztályban folytatta pályafutását, ugyanis a Rayados de Monterreyhez igazolt. Itteni első gólját 2004. augusztus 24-én szerezte a Cruz Azul ellen, és itt került sor első nemzetközi mérkőzésére is, a CONCACAF-bajnokok ligája sorozatban 2005. március 16-án a guatemalai Municipal ellen.
A 2006-os Apertura bajnokságban került szülővárosának, Torreónnak a csapatához, a Santos Lagunához. A csapattal megnyerték a 2008-as Clausura bajnokságot, de Peralta a következő idénytől kezdve egy két szezonos kitérőt tett Tuxtla Gutiérrezbe, ahol a Jaguares de Chiapas csapatában játszott. 2010-ben visszatért a Santoshoz, és itt vált igazán elismert és sikeres labdarúgóvá, a csapat egyik alapemberévé. Megnyerték a 2012-es Clausura bajnokságot is, ebben az idényben a bajnokság legjobb játékosává is megválasztották.
Négy eredményes év után a fővárosi Américához igazolt, amellyel a 2014-es Apertura szezonban megszerezte harmadik bajnoki címét is. A 2014–2015-ös CONCACAF-bajnokok ligája sorozatban is kiválóan szerepelt az Américával: a csapat megnyerte a ligát, Peralta pedig 7 góllal a torna legeredményesebb góllövője lett. A következő évben, ugyancsak az Américával, ismét aranyérmet szerzett a bajnokok ligájában.

### Az olimpiai válogatottban
A 2012-es olimpián részt vevő csapat egyik túlkoros tagja volt. Az olimpián alapembernek számított: mind a hat mérkőzésen pályára lépett, ezek alatt 4 gólt szerzett, ezzel az olimpiai góllövőlista harmadik helyén zárt. A 4 gól közül kettőt Brazília ellen, a döntőben lőtt.
Részt vett a 2011-es Copa Americán is, majd a Guadalajarában rendezett pánamerikai játékokon is, ahol a csapattal aranyérmet nyert, ő maga pedig gólkirály lett.
Bár 2016-ban már 32 éves volt, de így is újra bekerült a Rio de Janeiró-i olimpián szereplő válogatottba. Az első mérkőzésen Németország ellen ő lőtte az első gólt.

### A felnőtt válogatottban
A válogatottban először 2005. március 9-én lépett pályára, néhány perc erejéig egy Argentína elleni barátságos meccsen. Eddig összesen 67 FIFA által elismert mérkőzésen szerepelt, 25 gólt szerzett, de pályára lépett és gólt szerzett még a 2013-as Finnország elleni barátságos összecsapáson is, amit a FIFA nem ismer el hivatalosan.
A 2014-es labdarúgó-világbajnokságon Mexikó négy mérkőzést játszott, Peralta mindegyik alkalommal a kezdőcsapat tagja volt, de mind a négyszer le is cserélték. Ő szerezte hazája első (játékvezető által megadott) gólját a tornán (Kamerun ellen).
A 2015-ös CONCACAF-aranykupa első mérkőzésén mesterhármassal mutatkozott be: Kubának talált be háromszor. A 2018-as világbajnokságon mindössze néhány percet játszott, a torna után pedig lemondta a válogatottságot.

#### Mérkőzései a válogatottban
| Mexikó | Mexikó               | Mexikó                                         | Mexikó           | Mexikó   | Mexikó             | Mexikó                          | Mexikó | Mexikó          |
| #      | Dátum                | Helyszín                                       | Hazai            | Eredmény | Vendég             | Kiírás                          | Gólok  | Esemény         |
| ------ | -------------------- | ---------------------------------------------- | ---------------- | -------- | ------------------ | ------------------------------- | ------ | --------------- |
| 1.     | 2005. március 9.     | Los Angeles, Memorial Coliseum                 | Mexikó           | 1 – 1    | Argentína          | barátságos                      | 0      | 86'             |
| 2.     | 2005. április 27.    | Chicago, Soldier Field (USA)                   | Mexikó           | 1 – 1    | Lengyelország      | barátságos                      | 0      | 75'             |
| 3.     | 2011. július 4.      | San Juan, Estadio del Bicentenario             | Chile            | 2 – 1    | Mexikó             | Copa América, csoportkör        | 0      | 73'             |
| 4.     | 2011. július 8.      | Mendoza, Estadio Malvinas Argentinas           | Peru             | 1 – 0    | Mexikó             | Copa América, csoportkör        | 0      | 86'             |
| 5.     | 2011. július 12.     | La Plata, Estadio Ciudad de La Plata           | Uruguay          | 1 – 0    | Mexikó             | Copa América, csoportkör        | 0      | 46'             |
| 6.     | 2011. augusztus 10.  | Philadelphia, Lincoln Financial Field          | Egyesült Államok | 1 – 1    | Mexikó             | barátságos                      | 1      | 17' 62'         |
| 7.     | 2011. október 11.    | Torreón, Estadio TSM Corona                    | Mexikó           | 1 – 2    | Brazília           | barátságos                      | 0      | 80'             |
| 8.     | 2011. november 11.   | Santiago de Querétaro, Estadio Corregidora     | Mexikó           | 2 – 0    | Szerbia            | barátságos                      | 0      | 89'             |
| 9.     | 2012. január 25.     | Houston, Reliant Stadium                       | Mexikó           | 3 – 1    | Venezuela          | barátságos                      | 1      | 89' 90'         |
| 10.    | 2012. február 29.    | Miami Gardens, Sun Life Stadium                | Mexikó           | 0 – 2    | Kolumbia           | barátságos                      | 0      | 72'             |
| 11.    | 2012. szeptember 7.  | San José, Estadio Nacional de Costa Rica       | Costa Rica       | 0 – 2    | Mexikó             | vb-selejtező                    | 0      |                 |
| 12.    | 2012. szeptember 11. | Mexikóváros, Estadio Azteca                    | Mexikó           | 1 – 0    | Costa Rica         | vb-selejtező                    | 0      | 81'             |
| 13.    | 2012. október 12.    | Houston, BBVA Compass Stadium (USA)            | Guyana           | 0 – 5    | Mexikó             | vb-selejtező                    | 1      | 79'             |
| 14.    | 2012. október 16.    | Torreón, Estadio TSM Corona                    | Mexikó           | 2 – 0    | Salvador           | vb-selejtező                    | 1      | 63'             |
| 15.    | 2013. január 30.     | Glendale, University of Phoenix Stadium        | Mexikó           | 1 – 1    | Dánia              | barátságos                      | 0      | 45'             |
| 16.    | 2013. február 6.     | Mexikóváros, Estadio Azteca                    | Mexikó           | 0 – 0    | Jamaica            | vb-selejtező                    | 0      |                 |
| 17.    | 2013. augusztus 14.  | New York, MetLife Stadium                      | Mexikó           | 4 – 1    | Elefántcsontpart   | barátságos                      | 2      | 28' 45+1' 68'   |
| 18.    | 2013. szeptember 6.  | Mexikóváros, Estadio Azteca                    | Mexikó           | 1 – 2    | Honduras           | vb-selejtező                    | 1      | 6'              |
| 19.    | 2013. szeptember 10. | Columbus, Columbus Crew Stadium                | Egyesült Államok | 2 – 0    | Mexikó             | vb-selejtező                    | 0      | 68'             |
| 20.    | 2013. október 11.    | Mexikóváros, Estadio Azteca                    | Mexikó           | 2 – 1    | Panama             | vb-selejtező                    | 1      | 39' 59'         |
| 21.    | 2013. október 15.    | San José, Estadio Nacional de Costa Rica       | Costa Rica       | 2 – 1    | Mexikó             | vb-selejtező                    | 1      | 28'             |
| 22.    | 2013. október 30.    | San Diego, Qualcomm stadion                    | Mexikó           | 4 – 2    | Finnország         | barátságos                      | 1      | 46'             |
| 23.    | 2013. november 13.   | Mexikóváros, Estadio Azteca                    | Mexikó           | 5 – 1    | Új-Zéland          | vb-selejtező                    | 2      | 48' 79' 81'     |
| 24.    | 2013. november 20.   | Wellington, Westpac stadion                    | Új-Zéland        | 2 – 4    | Mexikó             | vb-selejtező                    | 3      | 13' 28' 33' 75' |
| 25.    | 2014. január 29.     | San Antonio, Alamodome                         | Mexikó           | 4 – 0    | Dél-Korea          | barátságos                      | 1      | 36' 55'         |
| 26.    | 2014. március 5.     | Atlanta, Georgia Dome                          | Mexikó           | 0 – 0    | Nigéria            | barátságos                      | 0      | 70'             |
| 27.    | 2014. május 28.      | Mexikóváros, Estadio Azteca                    | Mexikó           | 3 – 0    | Izrael             | barátságos                      | 0      | 46'             |
| 28.    | 2014. május 31.      | Arlington, AT&T Stadion                        | Mexikó           | 3 – 1    | Ecuador            | barátságos                      | 0      | 66'             |
| 29.    | 2014. június 6.      | Foxborough, Gillette Stadion                   | Mexikó           | 0 – 1    | Portugália         | barátságos                      | 0      | 77'             |
| 30.    | 2014. június 13.     | Natal, Arena das Dunas                         | Mexikó           | 1 – 0    | Kamerun            | vb-csoportkör                   | 1      | 61' 74'         |
| 31.    | 2014. június 17.     | Fortaleza, Estádio Castelão                    | Brazília         | 0 – 0    | Mexikó             | vb-csoportkör                   | 0      | 74'             |
| 32.    | 2014. június 23.     | Recife, Arena Pernambuco                       | Horvátország     | 1 – 3    | Mexikó             | vb-csoportkör                   | 0      | 79'             |
| 33.    | 2014. június 29.     | Fortaleza, Estádio Castelão                    | Hollandia        | 2 – 1    | Mexikó             | vb-nyolcaddöntő                 | 0      | 75'             |
| 34.    | 2014. szeptember 6.  | Santa Clara, Levi’s Stadion                    | Mexikó           | 0 – 0    | Chile              | barátságos                      | 0      |                 |
| 35.    | 2014. szeptember 9.  | Commerce City, Dick's Sporting Goods Park      | Mexikó           | 1 – 0    | Bolívia            | barátságos                      | 0      | 62'             |
| 36.    | 2014. október 9.     | Tuxtla Gutiérrez, Estadio Víctor Manuel Reyna  | Mexikó           | 2 – 0    | Honduras           | barátságos                      | 0      | 66'             |
| 37.    | 2014. október 12.    | Santiago de Querétaro, Estadio Corregidora     | Mexikó           | 1 – 0    | Panama             | barátságos                      | 0      | 58'             |
| 38.    | 2015. június 27.     | Orlando, Citrus Bowl                           | Mexikó           | 2 – 2    | Costa Rica         | barátságos                      | 0      | 79'             |
| 39.    | 2015. július 1.      | Houston, NRG Stadium                           | Mexikó           | 0 – 0    | Honduras           | barátságos                      | 0      | 40'             |
| 40.    | 2015. július 9.      | Chicago, Soldier Field                         | Mexikó           | 6 – 0    | Kuba               | CONCACAF-aranykupa, csoportkör  | 3      | 17' 36' 61'     |
| 41.    | 2015. július 12.     | Glendale, University of Phoenix Stadium        | Guatemala        | 0 – 0    | Mexikó             | CONCACAF-aranykupa, csoportkör  | 0      |                 |
| 42.    | 2015. július 15.     | Charlotte, Bank of America Stadion             | Mexikó           | 4 – 4    | Trinidad és Tobago | CONCACAF-aranykupa, csoportkör  | 0      | 46'             |
| 43.    | 2015. július 19.     | East Rutherford, MetLife Stadium               | Mexikó           | 1 – 0    | Costa Rica         | CONCACAF-aranykupa, negyeddöntő | 0      | 113'            |
| 44.    | 2015. július 22.     | Atlanta, Georgia Dome                          | Panama           | 1 – 2    | Mexikó             | CONCACAF-aranykupa, elődöntő    | 0      |                 |
| 45.    | 2015. július 26.     | Philadelphia, Lincoln Financial Field          | Jamaica          | 1 – 3    | Mexikó             | CONCACAF-aranykupa, döntő       | 1      | 61'             |
| 46.    | 2015. október 10.    | Pasadena, Rose Bowl                            | Egyesült Államok | 2 – 3    | Mexikó             | konföderációs kupa, selejtező   | 1      | 34' 96'         |
| 47.    | 2015. november 13.   | Mexikóváros, Estadio Azteca                    | Mexikó           | 3 – 0    | Salvador           | vb-selejtező                    | 0      | 66'             |
| 48.    | 2016. május 28.      | Atlanta, Georgia Dome                          | Mexikó           | 1 – 0    | Paraguay           | barátságos                      | 0      | 56' 74'         |
| 49.    | 2016. június 1.      | San Diego, Qualcomm Stadium                    | Mexikó           | 1 – 0    | Chile              | barátságos                      | 0      | 62'             |
| 50.    | 2016. június 9.      | Pasadena, Rose Bowl                            | Mexikó           | 2 – 0    | Jamaica            | Copa América, csoportkör        | 1      | 78' 81'         |
| 51.    | 2016. június 13.     | Houston, NRG Stadium                           | Mexikó           | 1 – 1    | Venezuela          | Copa América, csoportkör        | 0      |                 |
| 52.    | 2016. október 8.     | Nashville, Nissan Stadium                      | Mexikó           | 2 – 1    | Új-Zéland          | barátságos                      | 0      | 66'             |
| 53.    | 2016. október 11.    | Bridgeview, Toyota Park                        | Mexikó           | 1 – 0    | Panama             | barátságos                      | 1      | 59' 87'         |
| 54.    | 2017. március 24.    | Mexikóváros, Estadio Azteca                    | Mexikó           | 2 – 0    | Costa Rica         | vb-selejtező                    | 0      | 46'             |
| 55.    | 2017. május 27.      | Los Angeles, Los Angeles Memorial Coliseum     | Mexikó           | 1 – 2    | Horvátország       | barátságos                      | 0      | 66'             |
| 56.    | 2017. június 1.      | East Rutherford, MetLife Stadium               | Mexikó           | 3 – 1    | Írország           | barátságos                      | 0      | 46'             |
| 57.    | 2017. június 8.      | Mexikóváros, Estadio Azteca                    | Mexikó           | 3 – 0    | Honduras           | vb-selejtező                    | 0      | 69'             |
| 58.    | 2017. június 18.     | Kazany, Kazany Aréna                           | Portugália       | 2 – 2    | Mexikó             | konföderációs kupa, csoportkör  | 0      | 79'             |
| 59.    | 2017. június 21.     | Szocsi, Fist Olimpiai Stadion                  | Mexikó           | 2 – 1    | Új-Zéland          | konföderációs kupa, csoportkör  | 1      | 72'             |
| 60.    | 2017. július 2.      | Moszkva, Otkrityije Aréna                      | Portugália       | 2 – 1    | Mexikó             | konföderációs kupa, 3. helyért  | 0      | 61'             |
| 61.    | 2017. október 6.     | San Luis Potosí, Estadio Alfonso Lastras       | Mexikó           | 3 – 1    | Trinidad és Tobago | vb-selejtező                    | 0      | 70'             |
| 62.    | 2017. október 10.    | San Pedro Sula, Estadio Olímpico Metropolitano | Honduras         | 3 – 2    | Mexikó             | vb-selejtező                    | 1      | 17'             |
| 63.    | 2017. november 13.   | Gdańsk, Stadion Energa Gdańsk                  | Lengyelország    | 0 – 1    | Mexikó             | barátságos                      | 0      | 46'             |
| 64.    | 2018. március 23.    | Santa Clara, Levi’s Stadion                    | Mexikó           | 3 – 0    | Izland             | barátságos                      | 0      | 46'             |
| 65.    | 2018. május 28.      | Pasadena, Rose Bowl                            | Mexikó           | 0 – 0    | Wales              | barátságos                      | 0      | 59'             |
| 66.    | 2018. június 2.      | Mexikóváros, Estadio Azteca                    | Mexikó           | 1 – 0    | Skócia             | barátságos                      | 0      | 57'             |
| 67.    | 2018. június 9.      | Brøndby, Brøndby Stadion                       | Dánia            | 2 – 0    | Mexikó             | barátságos                      | 0      | 60'             |
| 68.    | 2018. június 27.     | Jekatyerinburg, Központi stadion               | Mexikó           | 0 – 3    | Svédország         | vb-csoportkör                   | 0      | 89'             |
|        | Összesen             |                                                |                  | 68       | mérkőzés           |                                 | 26     | gól             |

## Magánélet
Oribe Peralta 2004 óta házas, feleségét Mónica Quintanának hívják. Két fiuk és egy lányuk született: Diego, Romina és Jerónimo.
Vallása katolikus.